# FC Prishtina
FC Prishtina is een voetbalclub uit de Kosovaarse hoofdstad Pristina. In de clubgeschiedenis kwam FC Prishtina uit in de Albanese competitie (1941-1945) en de Joegoslavische competitie (1945-1999). Na de verbrokkeling van Joegoslavië komt het uit in de Kosovaarse competitie, waar KF Pristina recordkampioen is.
Internationaal behoort FC Prishtina tot de meest succesvolle Kosovaarse voetbalclubs, met als hoogtepunt de tweede plaats in de Mitropacup in 1984.

## Geschiedenis
Rond 1919 nam een student een voetbal mee naar huis uit Grenoble, Frankrijk. Dit leidde ertoe dat in 1922 een club werd opgericht onder de naam KF Kosova Prishtina. De club speelde voornamelijk vriendschappelijke wedstrijden en bestond voornamelijk uit militairen. In de jaren daarna werd er een regionaal voetbalteam opgericht om de regio te vertegenwoordigen. In 1947 werd dit regionale team met KF Kosova samengevoegd en ging spelen onder de naam FK Proleter Priština. In het seizoen 1948/49 verandert de club weer van naam, FK Jedinstvo Priština. 
In 1951, precies waar het huidige stadion van FC Prishtina staat, begon de aanleg van het voetbalveld en sinds 17 mei 1953 staat het stadion in dienst van de club.In 1951 komt er weer een fusie van voetbalclubs in Pristina. De voornaamste redenen waren dat FK Jedinstvo goed georganiseerd was en een goede financiële basis had. De club fuseerde met fuseerde met FK Bratstvo Priština en FK Zhelezniçari Fushë-Kosova onder de naam FK Kosova Priština. Na deze fusie werd tweemaal het regionaal kampioenschap van Kosovo gewonnen. Pas in 1956 werd de naam van de stad aangenomen, FK Priština, en ontwikkelde de ploeg zich tot vlaggenschip van Kosovo. In 1960 werd voor het eerst promotie behaald naar het tweede niveau in Joegoslavië.
Eind jaren zeventig ontstaat de gouden generatie. In 1983 werd het tweede niveau in het Joegoslavische voetbalpiramide gewonnen en promoveerde de club in naar de hoogste klasse van Joegoslavië. Het daaropvolgende seizoen werd de club knap achtste in het eerste seizoen op het hoogste niveau. De club mocht ook deelnemen aan de Mitropacup en werd daar tweede, achter SC Eisenstadt. In hetzelfde jaar maakten twee spelers uit Pristina in dezelfde wedstrijd hun debuut voor het toenmalige Joegoslavische nationale team, aanvallers: Fadil Vokrri en Zoran Batrović. De volgende seizoenen eindigde de club in de middenmoot tot in 1988 degradatie volgde.
Na de verbrokkeling van Joegoslavië ging de club in de Kosovaarse Superliga spelen onder de Kosovaarse naam KF Prishtina. Na het winnen van de beker in 2016 kwalificeerde de club zich voor de voorronden van de UEFA Europa League 2016/17 maar kreeg, net als alle Kosovaarse clubs, geen licentie om deel te nemen. In 2017 kreeg bekerwinnaar KF Besa Pejë geen licentie kreeg voor de UEFA Europa League 2017/18. Hierdoor werd de club als nummer twee van de Superliga 2016/17 doorgeschoven en werd de eerste Kosovaarse deelnemer aan de UEFA Europa League. In 2022 werd de naam gewijzigd naar FC Prishtina.

## Erelijst
- Superliga e Futbollit të Kosovës

1999/00, 2000/01, 2003/04, 2007/08, 2008/09, 2011/12, 2012/13, 2020/21
- Kupa e Kosovës:

1993/94, 1994/95, 2005/06, 2012/13, 2015/16, 2017/18, 2019/20, 2022/23
- Super Kupës së Kosovës

1994/95, 1995/96, 2000/01, 2003/04, 2005/06, 2007/08, 2008/09, 2012/13, 2015/16, 2019/20
- Srpska Liga e I Krahinore

1947/48, 1951, 1953/54, 1958/59, 1960/61, 1976/77, 1978/79, 1991/92, 1995/96, 1996/97

## Prishtina in Europa
#Q = #kwalificatieronde, #R = #ronde, T/U = Thuis/Uit, W = Wedstrijd, PUC = punten UEFA coëfficiënten .
Uitslagen vanuit gezichtspunt FC Prishtina
| Seizoen | Competitie        | Ronde      | Land                   | Club                    | Totaalscore  | 1e W    | 2e W         | PUC |
| ------- | ----------------- | ---------- | ---------------------- | ----------------------- | ------------ | ------- | ------------ | --- |
| 1983/84 | Mitropacup        | Groep      | Vlag van Oostenrijk    | SC Eisenstadt           | 5-7          | 2-4 (U) | 3-3 (T)      | 0.0 |
|         |                   | Groep      | Vlag van Tsjechië      | Union Teplice           | 3-1          | 2-0 (T) | 1-1 (U)      | 0.0 |
|         |                   | Groep (2e) | Vlag van Hongarije     | Vasas SC Boedapest      | 5-3          | 4-2 (T) | 1-1 (U)      | 0.0 |
| 2017/18 | Europa League     | 1Q         | Vlag van Zweden        | IFK Norrköping          | 0-6          | 0-5 (U) | 0-1 (T)      | 0.0 |
| 2018/19 | Europa League     | vr         | Vlag van Gibraltar     | Europa FC               | 6-1          | 1-1 (U) | 5-0 (T)      | 2.5 |
|         |                   | 1Q         | Vlag van Luxemburg     | Fola Esch               | 0-0 (4-5 ns) | 0-0 (U) | 0-0 (T)      | 2.5 |
| 2019/20 | Europa League     | vr         | Vlag van Gibraltar     | St Joseph's FC          | 1-3          | 1-1 (T) | 0-2 (U)      | 0.5 |
| 2020/21 | Europa League     | vr         | Vlag van Gibraltar     | Lincoln Red Imps FC     | 0-3R         | 0-3 R   |              | 0.5 |
| 2021/22 | Champions League  | vr 1/2     | Vlag van San Marino    | SS Folgore/Falciano     | 2-0          | 2-0     | < Elbasan    | 4.0 |
|         |                   | vr F       | Vlag van Andorra       | Inter Club d'Escaldes   | 2-0          | 2-0     | < Elbasan    | 4.0 |
|         |                   | 1Q         | Vlag van Hongarije     | Ferencvárosi TC         | 1-6          | 0-3 (U) | 1-3 (T)      | 4.0 |
| 2021/22 | Conference League | 2Q         | Vlag van Wales         | Connah's Quay Nomads FC | 6-5          | 4-1 (T) | 2-4 (U)      | 4.0 |
|         |                   | 3Q         | Vlag van Noorwegen     | FK Bodø/Glimt           | 2-3          | 2-1 (T) | 0-2 (U)      | 4.0 |
| 2025/26 | Europa League     | 1Q         | Vlag van Moldavië      | FC Sheriff Tiraspol     | 2-5          | 0-4 (U) | 2-1 (T)      | 2.0 |
| 2025/26 | Conference League | 2Q         | Vlag van Noord-Ierland | Larne FC                | 1-1 (4-5 ns) | 0-0 (U) | 1-1 (nv) (T) | 2.0 |

Totaal aantal punten voor UEFA coëfficiënten: 9.5
Zie ook
- Deelnemers UEFA-toernooien Kosovo
- Ranglijst van alle clubs die in de diverse Europa Cups zijn uitgekomen